# Pollex archi
Pollex archi là một loài bướm đêm thuộc họ Erebidae. Loài này có ở quần đảo Kangean.
Sải cánh dài khoảng 12 mm. Cánh trước hẹp và màu nâu hơi xám. Cánh dưới màu nâu đậm đồng nhất.